# تشوجار (مقاطعة دلفان)
تشوجار (بالفارسية: چوجار) هي قرية تقع في قسم كاكاوند الشرقي الريفي (مقاطعة دلفان) في إيران. يقدر عدد سكانها بـ 132 نسمة بحسب إحصاء 2016.